# Am Schachawald
Am Schachawald ist eine Ortslage  im Innviertel Oberösterreichs und gehört zur Gemeinde Moosbach im Bezirk Braunau am Inn.

## Geographie
Der Ort befindet sich 21 Kilometer westlich von Ried im Innkreis und 12½ Kilometer südöstlich von Braunau am Inn. 
Er liegt am Westrand des Innviertler Hügellands auf um die 400 m ü. A. Höhe zwischen Schachawald und Gaugshamer Wald. Obwohl er vom Rest der Gemeinde durch den Schachawald vollständig isoliert bei Treubach im Tal des Altbachs liegt, gehört er zum Moosbacher Gebiet.
Die Ortslage umfasst nur 3 Gebäude, entlang der L1095 Treubacher Straße von Altheim (und Weng her) nach Treubach.
Nachbarorte
|           | Hainschwang Gaugsham (Gem. Altheim)         |                           |
| Schacha ∗ | Kompassrose, die auf Nachbargemeinden zeigt |                           |
|           | Matt (Gem. Treubach)                        | Schalchen (Gem. Treubach) |

∗ hinter dem Schachawald

## Geschichte
Die Ortslage ist das alte Gehöft Feilbauer (heute Anwesen Ginzinger).